# باشگل (افغانستان)
دره باشگل منطقه در نورستان است که مردم آن به زبان باشگلی یا کاتییا کاتویری صحبت می‌نمایند. زبان باشگلی از کلاس زبانهای هندواروپائی هندوایرانی هندوآریائی نورستانی می‌باشد. این زبان ۱۸۷۰۰گوینده داردکه ۱۵۰۰۰ آن در نورستان باقی در مناطق کنر لغمان بدخشان و پنجشیر زندگی دارند. مردمان قریه داوب ومندول، رامگل کولم کاتوی و پروک دره باشگل به لهجه کاتویری شرقی، مردمان منگول ساسکو گبلاگروم به لهجه مأموری، مردمان بره متال دره باشگل به لهجه کاتویری شرقی صحبت می‌نمایند. زبانهای کاتویری شرقی (جدیدی، رامگویری) و غربی خیلی باهم شباهت دارند؛ ولی زبان مامویری با کاتویری شباهت کم داشته ممکن در جمله زبان علیده حساب شوند. زبان دوم حصه غربی دره باشگل فارسی و حصه شرق آن پشتو می‌باشد.